# Мартинес, Кристиан (панамский футболист)
Кристиан Хесус Мартинес (исп. Cristian Jesús Martínez; род. 6 февраля 1997, Панама, Панама) — панамский футболист, полузащитник клуба «Пласа Амадор», выступающий на правах аренды за «Аль-Джандал», и сборной Панамы.

## Клубная карьера
Мартинес — воспитанник клуба «Чоррильо». 8 сентября 2013 года в матче против «Альянсы» он дебютировал за команду в чемпионате Панамы. 11 октября 2015 года в поединке против «Чепо» Кристиан забил свой первый гол за «Чоррильо».
17 мая 2016 года Мартинес на правах аренды перешёл в американский «Коламбус Крю». 1 июня в матче против «Филадельфии Юнион» он дебютировал в MLS. В этом же поединке Кристиан забил свой первый гол за «Коламбус Крю». В том же году Мартинес на правах аренды выступал также за аффилированную с «Крю» команду USL «Питтсбург Риверхаундс». В начале 2017 года «Коламбус Крю» выкупил его трансфер у «Чоррильо». В мае 2017 года Мартинес был отдан в краткосрочную аренду в клуб USL «Цинциннати». По окончании сезона 2018 «Коламбус Крю» не продлил контракт с Мартинесом.
12 декабря 2018 года на драфте отказов MLS Мартинес был выбран клубом «Чикаго Файр». 24 января 2019 года он подписал с клубом однолетний контракт с опцией продления ещё на два года. Дебютировал за «Чикаго Файр» он 2 марта в матче первого тура сезона 2019 против «Лос-Анджелес Гэлакси», выйдя на замену во втором тайме. 23 августа 2019 года Мартинес был отдан в аренду в клуб Чемпионшипа ЮСЛ «Лас-Вегас Лайтс». За невадский клуб он дебютировал 24 августа в матче против «Портленд Тимберс 2». 14 сентября в матче против «Фресно» он забил свой первый гол за «Лас-Вегас». По окончании сезона 2019 «Чикаго Файр» не стал продлевать контракт с Мартинесом.
18 января 2020 года Мартинес подписал контракт с клубом испанской Сегунды «Кадис» до лета 2022 года. 24 января он был отдан в аренду в клуб Сегунды B «Рекреативо» до конца сезона.
30 января 2021 года Мартинес отправился в шестимесячную аренду в панамский «Пласа Амадор». 5 августа он перешёл в «Пласа Амадор» на постоянной основе.
5 февраля 2022 года «Пласа Амадор» отдал Мартинеса в аренду клубу чемпионата Венесуэлы «Монагас» на сезон.
20 января 2023 года Мартинес перешёл в клуб Первого дивизиона Саудовской Аравии «Наджран».

## Международная карьера
18 февраля 2016 года в товарищеском матче против сборной Сальвадора Мартинес дебютировал за сборную Панамы.
В 2017 году в составе молодёжной сборной Панамы Кристиан принял участие в молодёжном чемпионате КОНКАКАФ в Коста-Рике. На турнире он сыграл в матчах против команд США, Сент-Китса и Невиса, Гаити, Гондураса и Коста-Рики.
Мартинес был включён в предварительную заявку сборной Панамы из 35 игроков на чемпионат мира 2018, но в финальный список из 23 игроков не попал.

## Достижения
Командные
 «Чоррильо»
- Чемпион Панамы: клаусура 2014

 «Пласа Амадор»
- Чемпион Панамы: апертура 2021